# Marie-Hélène Schwartz
Marie-Hélène Schwartz   (16è districte de París, 27 d'octubre de 1913 - 13è districte de París, 5 de gener de 2013), de soltera Marie-Hélène Lévy, va ser una matemàtica francesa.

## Vida i Obra
Filla del matemàtic Paul Lévy i besneta del filòleg Henri Weil, va fer els estudis secundaris al prestigiós Lycée Janson-de-Sailly, en el qual coneix qui serà el seu futur marit: Laurent Schwartz. El 1934, en acabar el curs preparatori per l'ingrés a les Grandes Ecoles, ingressa a l'École Normale Supérieure, però l'any següent es veu forçada a deixar els estudis en contraure una forta tuberculosi que l'obliga a restar en un sanatori a Passy (Alta Savoia). Quan li van donar l'alta, el 1938, es va casar amb Laurent Schwartz, però l'inici de la Segona Guerra Mundial i l'ocupació de França van fer que tan ella com el seu marit s'haguessin d'amagar, ja que a més de jueus eren trotskistes. Tot i així, durant el període d'ocupació, mentre feia recerca a la universitat d'Estrasburg (que s'havia traslladat a Clarmont d'Alvèrnia), va publicar alguns articles sobre funcions meromorfes i holomorfes, a més de demostrar les seves habilitats en altres camps diferents de les matemàtiques, com la falsificació de documents d'identitat.
Acabada al guerra, quan la parella (que ja tenia un fill) va retornar a París, ella va continuar estudiant les classes de Chern i el Teorema de Poincaré-Hopf. El 1953 va començar a treballar de professora a la universitat de Reims i, aquest mateix any, va defensar la seva tesi doctoral a París. El 1964 va ser nomenada professora de la universitat de Lilla, en la qual es va retirar el 1981. Des d'aquesta data va fer les seves aportacions més importants sobre les classes característiques de les varietats amb singularitats. Aquestes classes porten avui el nom de classes de Chern-Schwartz-McPherson.
Malgrat els seus problemes de salut de joventut, va morir amb 99 anys a París.